# Palmiste Rouge
Pour les articles homonymes, voir Palmiste rouge.

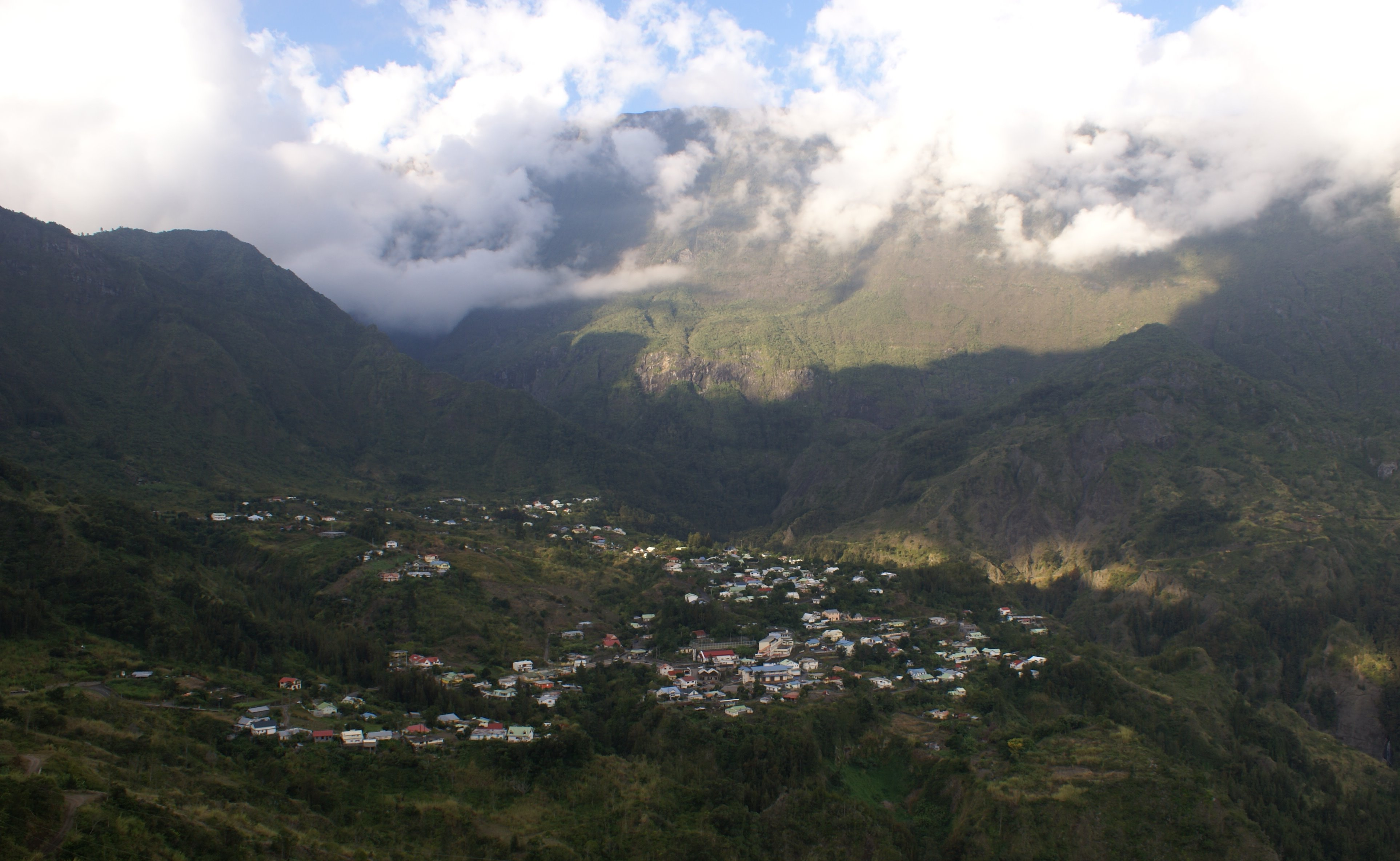
Vue surplombante de Palmiste Rouge.

Le Palmiste Rouge est un îlet de l'île de La Réunion, département d'outre-mer français dans le sud-ouest de l'océan Indien. Situé dans le sud-est du cirque naturel de Cilaos, sur le territoire de la commune du même nom, il comptait en 1999 un total de 852 habitants. Plus grand Ilet de Cilaos par superficie et habitant !